# شنوراک (نیویورک)
شنوراک (به انگلیسی: Shenorock) یک منطقهٔ مسکونی در ایالات متحده آمریکا است که در شهرستان وستچستر، نیویورک واقع شده‌است. شنوراک ۱٫۹ کیلومتر مربع مساحت و ۱٬۸۹۸ نفر جمعیت دارد و ۱۵۵ متر بالاتر از سطح دریا واقع شده‌است.